# AACTA International Award/Beste Nebendarstellerin

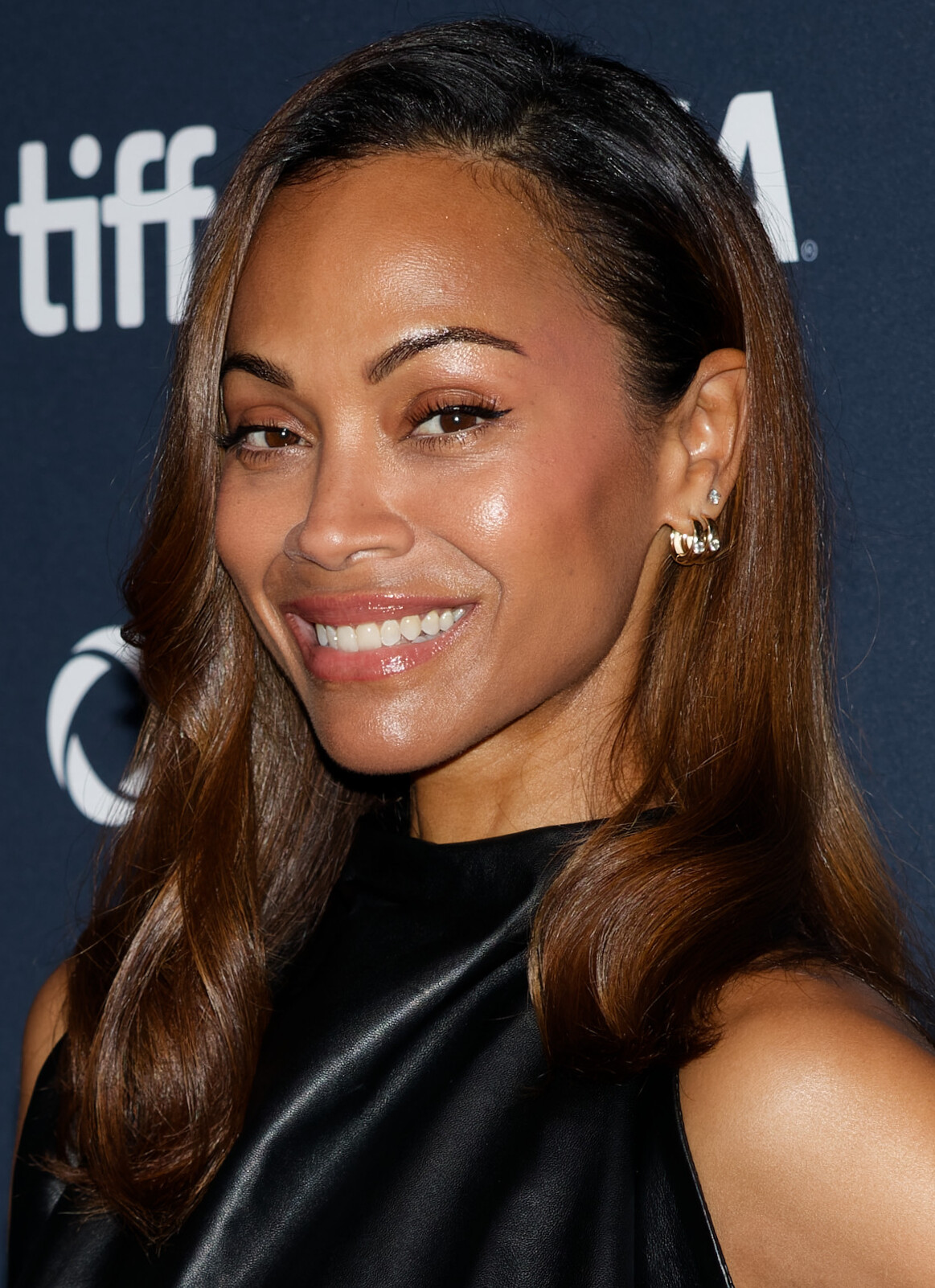
Preisträgerin 2025: Zoë Saldaña (Emilia Pérez)

Der AACTA International Award in der Kategorie Beste Nebendarstellerin (Originalbezeichnung: Best Supporting Actress) ist eine der Auszeichnungen, die jährlich in den Vereinigten Staaten von der Australian Academy of Cinema and Television Arts (AACTA) verliehen werden. Mit ihr werden die Nebendarstellerinnen der besten internationalen Filme des vergangenen Jahres geehrt. Sie ist das Gegenstück zur entsprechenden Kategorie für Nebendarstellerinnen australischer Filme. Die Kategorie wurde 2013 ins Leben gerufen. Die Gewinner werden in einer geheimen Abstimmung ermittelt.

## Statistik
Die Kategorie Beste Nebendarstellerin wurde zur zweiten Verleihung im Januar 2013 geschaffen. Seitdem wurden an 12 verschiedene Schauspielerinnen eine Gesamtanzahl von 13 Preisen in dieser Kategorie verliehen. Die erste Preisträgerin war Jacki Weaver, die 2013 außer Konkurrenz für ihre Rolle als Dolores Solitano in David O. Russells Filmkomödie Silver Linings ausgezeichnet wurde. Die bisher letzte Preisträgerin war Zoë Saldaña, die 2025 für ihre Rolle als Rita Moro Castro in Jacques Audiards Musical-Thriller Emilia Pérez geehrt wurde.
Mit dem Stand der Verleihung 2025 stimmte die Gewinnerin dieser Kategorie in bisher lediglich drei Fällen mit der späteren Oscar-Preisträgerin überein. Das waren 2015 Patricia Arquette für Boyhood, 2018 Allison Janney für I, Tonya und 2025 Zoë Saldaña für Emilia Pérez.
| Statistik                          | Schauspielerin | Anzahl | Jahre                    |
| ---------------------------------- | -------------- | ------ | ------------------------ |
| Häufigste Auszeichnung             | Nicole Kidman  | 2      | 2017, 2019               |
| Häufigste Nominierungen (* = Sieg) | Nicole Kidman  | 4      | 2017*, 2018, 2019*, 2020 |
| Häufigste Nominierungen ohne Sieg  | Sally Hawkins  | 2      | 2014, 2022               |
|                                    | Toni Collette  | 2      | 2020, 2025               |

## Gewinner und Nominierte
Die unten aufgeführten Filme werden mit ihrem deutschen Verleihtitel (sofern ermittelbar) angegeben, danach folgt in Klammern in kursiver Schrift der fremdsprachige Originaltitel. Die Nennung des Originaltitels entfällt, wenn deutscher und fremdsprachiger Filmtitel identisch sind. Die Gewinner stehen hervorgehoben in fetter Schrift an erster Stelle.

### 2013–2020
2013
Jacki Weaver – Silver Linings (Silver Linings Playbook)
2014
Jennifer Lawrence – American Hustle
Sally Hawkins – Blue Jasmine
Lupita Nyong’o – 12 Years a Slave
Julia Roberts – Im August in Osage County (August: Osage County)
Octavia Spencer – Nächster Halt: Fruitvale Station (Fruitvale Station)
2015
Patricia Arquette – Boyhood
Keira Knightley – The Imitation Game – Ein streng geheimes Leben (The Imitation Game)
Emma Stone – Birdman oder (Die unverhoffte Macht der Ahnungslosigkeit) (Birdman or (The Unexpected Virtue of Ignorance))
Meryl Streep – Into the Woods
Naomi Watts – Birdman oder (Die unverhoffte Macht der Ahnungslosigkeit) (Birdman or (The Unexpected Virtue of Ignorance))
2016
Rooney Mara – Carol
Judy Davis – The Dressmaker
Jennifer Jason Leigh – The Hateful Eight
Alicia Vikander – The Danish Girl
Kate Winslet – Steve Jobs
2017
Nicole Kidman – Lion – Der lange Weg nach Hause (Lion)
Viola Davis – Fences
Naomie Harris – Moonlight
Teresa Palmer – Hacksaw Ridge – Die Entscheidung (Hacksaw Ridge)
Michelle Williams – Manchester by the Sea
2018
Allison Janney – I, Tonya
Mary J. Blige – Mudbound
Abbie Cornish – Three Billboards Outside Ebbing, Missouri
Nicole Kidman – The Killing of a Sacred Deer
Laurie Metcalf – Lady Bird
2019
Nicole Kidman – Der verlorene Sohn (Boy Erased)
Amy Adams – Vice – Der zweite Mann (Vice)
Emily Blunt – A Quiet Place
Claire Foy – Aufbruch zum Mond (First Man)
Margot Robbie – Maria Stuart, Königin von Schottland (Mary Queen of Scots)
2020
Margot Robbie – Bombshell – Das Ende des Schweigens (Bombshell)
Toni Collette – Knives Out – Mord ist Familiensache (Knives Out)
Nicole Kidman – Bombshell – Das Ende des Schweigens (Bombshell)
Florence Pugh – Little Women
Margot Robbie – Once Upon a Time in Hollywood

### 2021–2030
2021
Olivia Colman – The Father
Marija Bakalowa – Borat Anschluss Moviefilm (Borat Subsequent Moviefilm)
Saoirse Ronan – Ammonite
Amanda Seyfried – Mank
Charlene Swankie – Nomadland
2022
Judi Dench – Belfast
Caitríona Balfe – Belfast
Cate Blanchett – Don’t Look Up
Kirsten Dunst – The Power of the Dog
Sally Hawkins – Spencer
2023
Kerry Condon – The Banshees of Inisherin
Jamie Lee Curtis – Everything Everywhere All at Once
Olivia DeJonge – Elvis
Stephanie Hsu – Everything Everywhere All at Once
Jean Smart – Babylon – Rausch der Ekstase (Babylon)
2024
Vanessa Kirby – Napoleon
Penélope Cruz – Ferrari
Julianne Moore – May December
Rosamund Pike – Saltburn
Da’Vine Joy Randolph – The Holdovers
2025
Zoë Saldaña – Emilia Pérez
Toni Collette – Juror #2
Ariana Grande – Wicked
Felicity Jones – Der Brutalist (The Brutalist)
Alison Steadman – Better Man – Die Robbie Williams Story (Better Man)